# Klapa Maestral
Klapa Maestral je klapa osnovana u Dubrovniku 1970.
Od samih početaka nastupali su s instrumentima. Prva su hrvatska klapa koja je nastupala s instrumentima. Instumenti su im omogućili širok repertoar pjesama, od dalmatinskih pjesama s tamburicama, country-western stvari s bendžom, grčih stvari s dva buzukia...

## Povijest
Počeci klape sežu u srednju školu osnivača, na ulaz u amfiteatar dubrovačke pomorske škole gdje su pjevušili preko velikog odmora. Publici su se predstavili na Omiškom festivalu s pjesmom "Lijepa mande" 1970. godine što se uzima za godinu nastanka klape. Osvojili su prvu nagradu publike i drugu nagradu žirija na tom festivalu.

## Članovi
(nepotpuno, oko 25)
- Branko Njirić - bariton vokal
- Željko Njirić - bas vokal
- Pero Daničić - bas vokal
- Đorđe Begu - kontrabas
- Ivica Tošić - bas gitara
- Krešimir Magdić - glazbeni voditelj
- Jure Robežnik
- Mario Romanović - tenor vokal
- Srđan Gjivoje - tenor vokal, mandola
- Joško Didović- II tenor, II mandolina
- Darko Njirić - I tenor, mandola
- Ante Dražeta - II tenor
- Ivan Vlašič - bariton, II mandolina
- Miho Bulić - bas vokal, I mandolina, gitara, glazbeni voditelj
- Darko Pešice
- Đuro Bratičević
- Dubravko Kakarigi
- Radomir ‘Tešo’ Tešanić - I tenor
- Mario Romanovič - I tenor
- Mišo Šperanda - I tenor

Izvorna postava
Krešimir Magdić, Joško Didović, Ante Dražeta, Darko Pešice, Đuro Bratičević, Želimir Njirić i Dubravko Kakarigi.

## Diskografija

### Studijski albumi
- Pjesma jednog maestrala... (1982., ZKP RTVL)
- Dubrovački stari sat (1988., ZKP RTVL)
- Klapa Maestral (1998., Orfej)
- Pusti srce neka drijema... ‎(2015., Croatia Records)

### EP
- Htio bih te zaboravit (1973., 	PGP RTB)
- Pjesmo moja (?., Jugoton)

### Kompilacije
- Dubrovnik (1989., ZKP RTVL)
- Klapa Maestral & Đelo Jusić - Pjesni po dubrovačku ‎(2008., Croatia Records)